# Jessica Walter

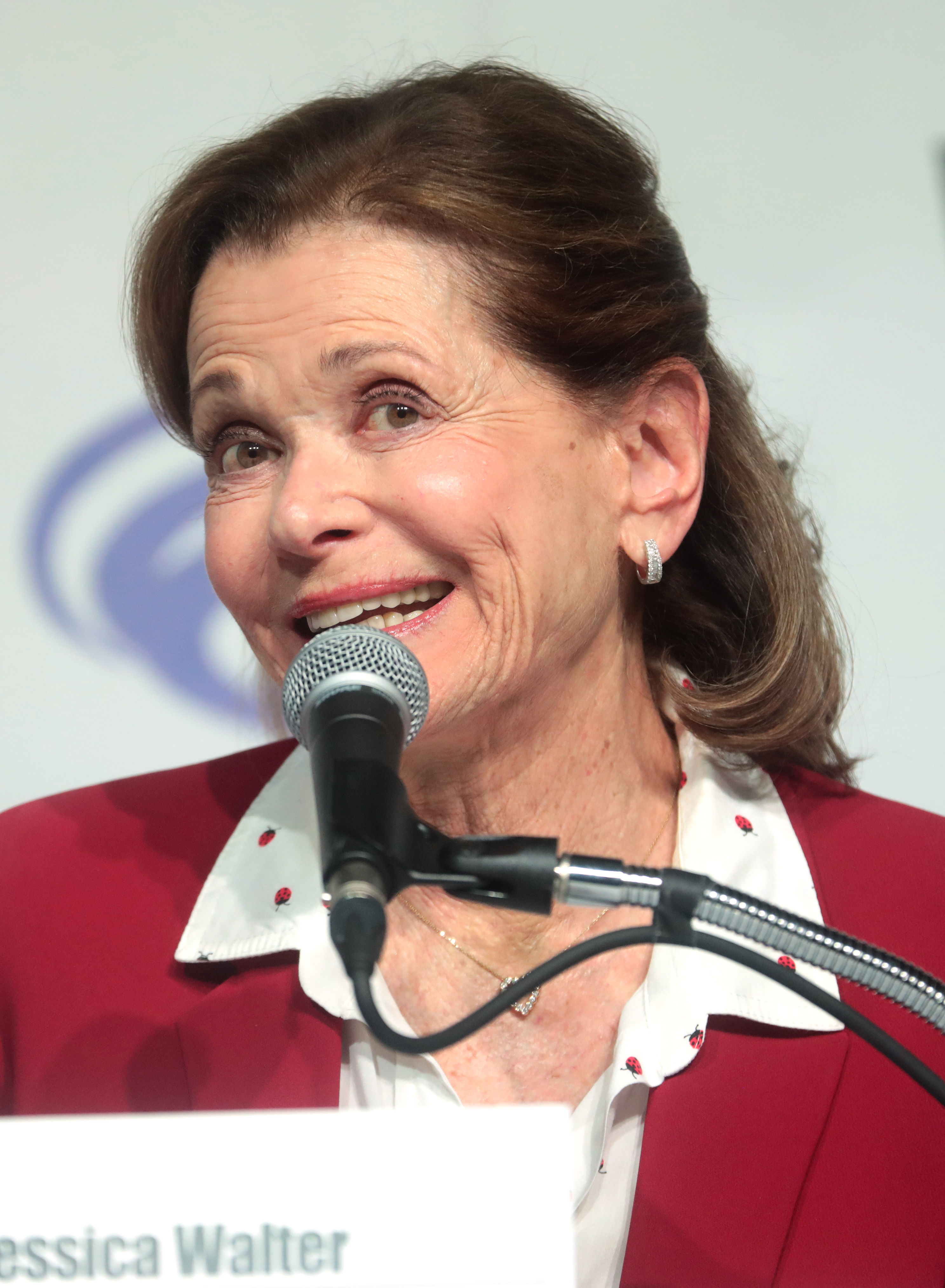
Jessica Walter (2019)

Jessica Walter (* 31. Januar 1941 in New York City; † 24. März 2021 ebenda) war eine US-amerikanische Schauspielerin.

## Leben
Jessica Walter wurde 1941 als Tochter jüdischer Eltern im New Yorker Stadtbezirk Brooklyn geboren, wuchs in Queens auf und machte ihren Abschluss an der High School of Performing Arts. Ihre Theaterausbildung absolvierte sie in ihrer Heimatstadt am Bucks County Playhouse und gemeinsam mit James Caan und Christopher Lloyd am New York’s Neighborhood Playhouse. Erste Schauspielerfahrung sammelte Walter im amerikanischen Sommertheater und am New Yorker Broadway. Ihr erstes Broadway-Engagement hatte sie Anfang der 1960er Jahre als Ersatzdarstellerin des Stückes Advise and Consent. 1962 übernahm sie für insgesamt drei Jahre ihre erste große Fernsehrolle in der Seifenoper Love of Life.
Ihre erste Filmrolle hatte Walter 1964 in Lilith an der Seite von Warren Beatty und Peter Fonda. Es folgten zahlreiche Gastauftritte in verschiedenen Fernsehserien. Am 27. März 1966 heiratete Walter den Schauspieler Ross Bowman. Die Ehe, aus der eine Tochter (* 1971) hervorging, wurde 1978 geschieden. Ihren Durchbruch hatte sie 1967 in dem Oscar-prämierten Film Grand Prix. Walter erhielt für ihre Darstellung eine Nominierung für den Golden Globe. Ihre Leistung in dem Thriller Sadistico, an der Seite von Clint Eastwood, brachte ihr 1972 eine weitere Golden-Globe-Nominierung ein. Ihre Darstellung einer psychotischen Stalkerin wurde unter anderem von Roger Ebert als wirkungsvoll (unnerving effectiveness) hervorgehoben. 1974 übernahm sie in Amy Prentiss, dem Spin-off zu der Fernsehserie Der Chef, die Hauptrolle. Für diese Rolle erhielt sie 1975 einen Emmy.
Seit den 1980er Jahren arbeitete Walter überwiegend als Fernsehschauspielerin. In der Fernsehserie Die Dinos übernahm sie zudem von 1991 bis 1994 eine Sprechrolle. In Deutschland ist sie vor allem für die Darstellung der exzentrischen Lucille Bluth aus Arrested Development bekannt, die sie von 2003 bis 2006 spielte. Im Mai 2013 kehrte die Serie beim Video-on-Demand-Anbieter Netflix für 15 neue Episoden zurück, in denen sie ihre Rolle wieder aufnahm. Für diese Rolle wurde sie unter anderem 2003 mit einem Satellite Award ausgezeichnet. Seit 2008 stand sie für die Serie 90210, einem weiteren Spin-off von Beverly Hills, 90210, vor der Kamera. Von 2011 bis 2012 verkörperte sie die Elaine Robbins in der Serie Retired at 35.
Seit dem 26. Juni 1983 war Walter in zweiter Ehe mit dem Schauspieler Ron Leibman bis zu dessen Tod am 6. Dezember 2019 verheiratet. Jessica Walter verstarb am 24. März 2021 in ihrem Haus in New York City.

## Wirken

### Filmografie (Auswahl)
- 1962–1965: Love of Life (Seifenoper)
- 1962/1963: Gnadenlose Stadt (Naked City; Fernsehserie, 2 Folgen)
- 1964: Lilith
- 1964: Flipper (Fernsehserie, Folge 300 Feet Below)
- 1964, 1965: Preston & Preston (The Defenders, Fernsehserie, 2 Folgen)
- 1965: For the People (Fernsehserie, 13 Folgen)
- 1966: Auf der Flucht (The Fugitive; Fernsehserie, Folge The White Knight)
- 1966: Die Clique (The Group)
- 1966: Grand Prix
- 1968: Bye Bye Braverman
- 1969: Ihr Auftritt, Al Mundy (It Takes a Thief; Fernsehserie, Folge The Baranoff Timetable)
- 1971: Sadistico (Play Misty for Me)
- 1971: Alias Smith und Jones (Fernsehserie, Folge Everything Else You Can Steal)
- 1973, 1976: Die Straßen von San Francisco (The Streets of San Francisco; Fernsehserie, 2 Folgen)
- 1974: Columbo: Teuflische Intelligenz (Mind over Mayhem) (Fernsehreihe)
- 1974: Barnaby Jones (Fernsehserie, 2 Folgen)
- 1974–1975: Amy Prentiss (Fernsehserie, 3 Folgen)
- 1976: Unternehmen Entebbe (Victory at Entebbe)
- 1978: Quincy (Quincy, M. E.) (Fernsehserie, Folge Images)
- 1978: Dr. Strange
- 1979–1986: Trapper John, M.D. (Fernsehserie, 10 Folgen)
- 1981: Going Ape!
- 1982: Spring Fever
- 1984: Flamingo Kid (The Flamingo Kid)
- 1985–1994: Mord ist ihr Hobby (Murder, She Wrote) (Fernsehserie, 4 Folgen)
- 1987: Magnum (Fernsehserie, Folge Novel Connection)
- 1988: Tapeheads – Verrückt auf Video (Tapeheads)
- 1991–1994: Die Dinos (Dinosaurs) (Fernsehserie, 65 Folgen)
- 1993: Der Killer im System (Ghost in the Machine)
- 1994: PCU
- 1998: Hauptsache Beverly Hills (Slums of Beverly Hills)
- 2002: Dummy
- 2003–2006, 2013, 2018–2019: Arrested Development (Fernsehserie, 84 Folgen)
- 2006: Unaccompanied Minors
- 2007: Rules of Engagement (Fernsehserie, Folge Kids)
- 2007–2010: Saving Grace (Fernsehserie, 5 Folgen)
- 2008–2009: 90210 (Fernsehserie, 13 Folgen)
- 2009–2021: Archer (Fernsehserie, 119 Folgen)
- 2011: The Big Bang Theory (Fernsehserie, Folge The Benefactor Factor)
- 2011–2012: Retired at 35 (Fernsehserie, 20 Folgen)
- 2015/2017: Navy CIS (Fernsehserie, 2 Folgen)
- 2017: Undercover Grandpa
- 2019/2020: Good Girls (Fernsehserie, 2 Folgen)

### Theater
- 1960–1961: Advise and Consent (Regie: Franklin Schaffner; Drehbuch: Loring Mandel (basierend auf dem mit dem Pulitzer-Preis ausgezeichneten Werk von Allen Drury))
- 1962: Night Life (Regie und Drehbuch: Sidney Kingsley)
- 1963: Photo Finish (Regie: Peter Ustinov und Nicholas Garland; Drehbuch: Peter Ustinov)
- 1964: A Severed Head (Regie: Val May; Drehbuch: Iris Murdoch und John Boynton Priestley)
- 1988–1990: Rumors (Regie: Gene Saks; Drehbuch: Neil Simon)

## Auszeichnungen
| Golden Globe Nominierungen: - 1967: Beste Nachwuchsdarstellerin für Grand Prix - 1972: Beste Hauptdarstellerin – Drama für Sadistico Emmy Auszeichnungen: - 1975: Hauptdarsteller in einer Miniserie oder einem Fernsehfilm für Amy Prentiss Nominierungen: - 1977: Gastdarsteller in einer Dramaserie für Die Straßen von San Francisco - 1980: Nebendarstellerin in einer Dramaserie für Trapper John, M.D. - 2005: Nebendarstellerin in einer Comedyserie für Arrested Development | Screen Actors Guild Awards Nominierungen: - 2005: Bestes Schauspielensemble – Komödie für Arrested Development - 2006: Bestes Schauspielensemble – Komödie für Arrested Development Satellite Awards Auszeichnungen: - 2003: Beste Nebendarstellerin in einer Serie (Komödie/Musical) für Arrested Development |